# Nyikolaj Ivanovics Pirogov
Nyikolaj Ivanovics Pirogov (oroszul: Никола́й Ива́нович Пирого́в; Moszkva, 1810. november 25. – Visnya (ma Vinnicja része), 1881. december 5.) orosz sebész, anatómus, természettudós és oktató, a tájanatómiai atlasz megalkotója, a katonai egészségügy kiemelkedő alakja, a hadi/tábori sebészet megalapítója az Orosz Birodalomban, az anesztézia egyik  megalapozója, a Szentpétervári Tudományos Akadémia levelező tagja.

## Életrajza
Nyikolaj Ivanovics Pirogov Moszkvában született 1810-ben  Ivan Ivanovics Prirogov őrnagy, hadipénztárnok (1772-1825) családjában. Tizennégy éves korában a Moszkvai Egyetem orvosi karára iratkozott be. Miután diplomáját megszerezte, még néhány évet külföldön tanult. A professzori tevékenységre a Gyerpti Egyetem, Professzori Intézetében készült fel. Itt a sebészeti klinikán öt évet dolgozott le és kiválóan megvédte doktori értekezését, majd mindössze huszonhat éves korában megválasztották a Gyerpti Egyetem professzorának. Néhány év elteltével Pirogovot meghívták Pétervárra, ahol az Orvosi-Sebészeti Akadémia sebészeti tanszékét vezette. Egyidejűleg Pirogov vezette az általa szervezett a kórházi sebészet klinikáját is. Ahogy Pirogov kötelezettségei a hadisebészek kiképzéséhez közeledtek, mindinkább foglalkozott azon idők sebészi módszereinek elterjesztésében. Ezek többsége, számára alapjaiban átgondolandónak és átdolgozandónak tűnt; ezen túlmenően Pirogov számos új korszerű módszert dolgozott ki, aminek köszönhetően neki gyakrabban sikerült, mint más sebészeknek a végtagok megfelelő amputálása. Az amputációk módszerének egyike máig is a Pirogov-féle műtétként ismeretes. Miközben a tanítás hatásos módját kereste, Pirogov elhatározta, hogy fagyott tetemeken végez vizsgálatokat. Maga ezt „jeges anatómiának” nevezte el. Így alakult ki egy  új orvostudományi alapágazat/diszciplína,  az ember tájanatómiája (a humán topográfiai anatómia).
Miután néhány évet töltött az ilyen anatómiai vizsgálatokkal, Pirogov kiadta első anatómiai atlaszát amelynek címe a következő volt: Topográfiai anatómia, illusztrált metszetekkel, katonaorvosoknak fagyott  emberi testek  három irányú megközelítésben, ami a sebészorvosok nélkülözhetetlen segédeszközévé vált. Ettől kezdve a sebészek lehetőséget kaptak arra, hogy olyan módon operáljanak, ami a legkevesebb traumát okozza a betegnek. Ez az atlasz és a Pirogov módszertani  útmutatásai a következő időszakban a sebészeti műtéttan fejlődésének alapjaivá  váltak.
1847-ben Pirogov a Kaukázusba utazott az ott harcoló hadsereghez, itt akarta bizonyítani harctéri körülmények között az általa kidolgozott műtéti  módszerek helyességét.  A Kaukázusban elsőként alkalmazott keményítővel átitatott kötéseket, melyek kényelmesebbeknek és tartósabbaknak bizonyultak, mint a korábban alkalmazott faháncs. Pirogov az orvostörténelemben először  kezdte éternarkózisban operálni a sebesülteket tábori körülmények között. Pirogov összesen tízezer műtétnél alkalmazta az éteres narkózist.

### Krími háború
1855-ben a krími háború idején Pirogov az angol–francia csapatok által ostromolt Szevasztopolban volt fősebész. A megoperált sebesültek kötözéséhez elsőként az orvostörténelemben ő használt gipszkötést, amivel megalapozta a sebesültek kezelésének kíméletesebb, a sérült rész megőrzésére irányuló szemléletét és ezzel sok tisztet és közkatonát megmentett az amputációtól. Szevasztopol védelmének (1854–1855) idején a sebesültek gyógyulása érdekében irányította a nővérek kiképzését és munkáját ”A Szent Kereszt Felmagasztalása” irgalmas nővérek közösségében. Ez szintén újdonság volt azokban az időkben (Az ostrom alatt az orosz oldalon 120 nővér végezte önfeláldozó munkáját. Közülük 17-en estek el. Az angol-francia oldal is fel tudott mutatni egy kiemelkedő ápoló személyiséget, Florence Nightingale személyében. Pirogov legjelentősebb újítása, amit Szevasztopolban bevezetett, a sebesültek osztályozásának és kimentésének  teljesen új módszere volt. A módszer lényege az volt, hogy a sebesültet gondosan megfelelő asztalra fektették már az első átkötözési helyen; és a sebesülés súlyosságától függően egyikük azonnal  tábori műtétre került, míg a többi könnyebb sebesültet evakuálták a hátországba, ahol az állandó hadikórházakban gyógyították tovább őket. Ennek következtében Pirogovot a sebészet speciális ágazata, a katonai-tábori sebészet megalapítójának tekintjük.

### Későbbi évek
Amikor az ostromlók bevették Szevasztopolt, Oroszország elvesztette a krími háborút. Szentpétervárra visszatérve Pirogov, amikor  II. Sándor cár fogadta, beszámolt az uralkodónak a csapatoknál tapasztalható problémákról, és az orosz hadsereg általános elmaradottságáról és fegyverzetének korszerűtlenségéről.  Az uralkodó nem volt hajlandó elfogadni Pirogov véleményét. Ettől fogva Nyikolaj Ivanovics kegyvesztett lett, Odesszába küldték, mint az Odesszai és Kijevi Tankerületek felügyelőjét. Ezen a területen is igyekezett lelkiismeretes munkát végezni, de a cár lényegében alsóbbrendű "csinyovnyik"-ot csinált a kor egyik legnagyobb sebészéből.

EMLÉKMŰVEK
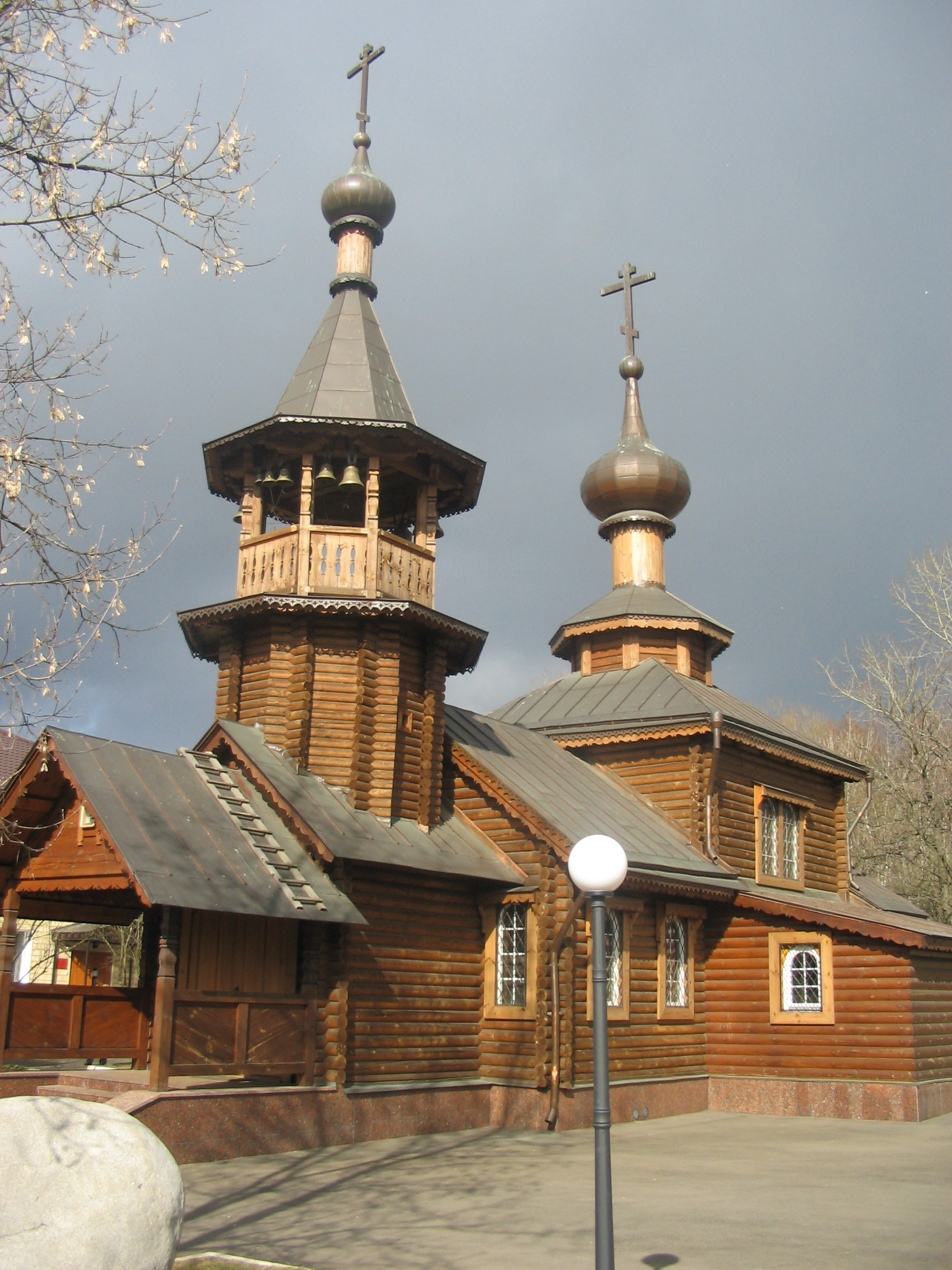
A Csodatévő Szent Miklós-templom a Pirogovról elnevezett Nemzeti Orvosi-Sebészeti Központ területén (Moszkva)
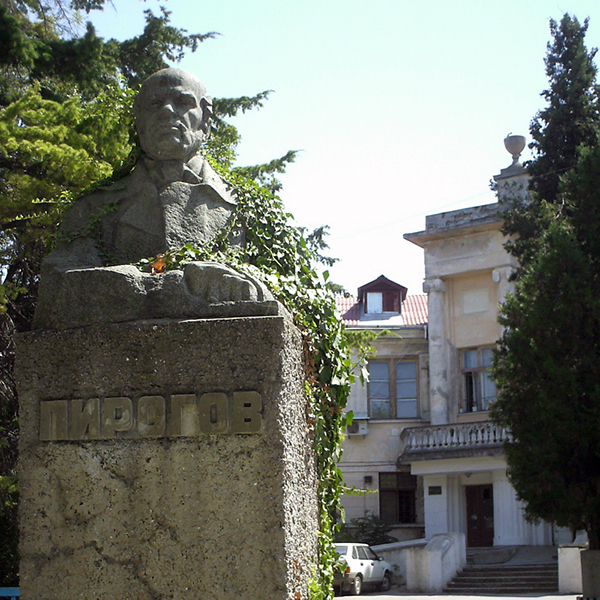
Emlékmű a Pirogov nevét viselő szevasztopoli városi kórház előtt

## Fordítás
Ez a szócikk részben vagy egészben  a(z)   Пирогов, Николай Иванович című orosz Wikipédia-szócikk fordításán alapul.  Az eredeti cikk szerkesztőit annak laptörténete sorolja fel. Ez a jelzés csupán a megfogalmazás eredetét és a szerzői jogokat jelzi, nem szolgál a cikkben szereplő információk forrásmegjelöléseként.